# فرودگاه صحرایی ایالت فرمانت
فرودگاه صحرایی ایالت فرمانت (به انگلیسی: Fairmont State Airfield) یک فرودگاه همگانی بهره‌برداری هوایی است که یک باند فرود بتن دارد و طول باند آن 1316 متر است. این فرودگاه در کشور ایالات متحده آمریکا قرار دارد و در ارتفاع 499 متری از سطح دریا واقع شده است.